# Raimundo Susaeta Ogueta
Raimundo Susaeta Ogueta nació en 1920 en Estavillo, una aldea de Álava (España), en una familia de agricultores. Estudió Humanidades y Teología en Vitoria.
Fue autor de relatos, entre los que destacan: "Firmino de Pompelo", "Amor de dolor", "Cinco mujeres de la Biblia" ,  "¡Aquella madre perversa!" o "San Fermín de Pamplona" 
En el año 1945 se trasladó a Madrid para intentar la publicación de diversas novelas y relatos que había escrito. Corrían malos tiempos, no encontró un editor que le escuchara, y pasó muchas dificultades. Por fin, encontró trabajo como secretario de redacción en la entonces naciente revista Mundo Hispánico, para la que escribió varios artículos. Colaboró también en distintos periódicos y revistas de la capital.
Ante la falta de horizontes en la España de entonces, en 1951 se decidió a emigrar al Perú, y en 1955 fundó, en Lima, una empresa gráfica llamada "IBERIA S.A." que se convertiría, en pocos años, en la mayor industria de impresión offset y editorial escolar del Perú.
Catorce años después, regresó a España con la intención de establecerse como impresor en Madrid. Fundó en 1963 Susaeta Ediciones dedicada a la literatura infantil. Impulsó la expansión de la compañía a lo largo de la geografía nacional y en América Latina, donde se abrieron numerosas delegaciones.